# کایسارا دو ریو دو ونتو
کایسارا دو ریو دو ونتو (به پرتغالی: Caiçara do Rio do Vento) یک شهرستان در برزیل است که در ریو گرانده شمالی واقع شده‌است.